# الغرباء الحميمون
الغرباء الحميمون (بالكورية: 완벽한 타인)‏ هو فيلم كوميدي دراما كوري جنوبي مقتبس من الفيلم الإيطالي غرباء بالكامل.الفيلم من بطولة يو هاي-جين،كم جي سو وسونغ ها يون.تم عرض الفيلم في كوريا الجنوبية في 31 أكتوبر 2018.

## روابط خارجية
- الغرباء الحميمون على موقع IMDb (الإنجليزية)
- الغرباء الحميمون على موقع روتن توميتوز (الإنجليزية)
- الغرباء الحميمون على موقع فيلمافينيتي (الإسبانية)
- الغرباء الحميمون على موقع قاعدة بيانات الفيلم (الإنجليزية)
- الغرباء الحميمون على موقع ليتربوكسد (الإنجليزية)
- الغرباء الحميمون على موقع كينوبويسك (الروسية)